# Linepithema leucomelas
Linepithema leucomelas é uma espécie de formiga do gênero Linepithema.